# Баранья (приток Кавычи)
Баранья — река на Камчатке. Протекает по территории Мильковского района Камчатского края России.
Длина реки — 11 км. Впадает в Кавычу слева на расстоянии 72 км от её устья.

## Данные водного реестра
По данным государственного водного реестра России относится к Анадыро-Колымскому бассейновому округу.
Код водного объекта — 19070000112120000013093.